# アレニウスの式
アレニウスの式（アレニウスのしき、英: Arrhenius equation）は、スウェーデンの科学者スヴァンテ・アレニウスが1884年に提出した、ある温度での化学反応の速度を予測する式である。5年後の1889年、ヤコブス・ヘンリクス・ファント・ホッフによりこの式の物理学的根拠が与えられた。
反応の速度定数 k は
{\displaystyle k=A\exp \left(-{\frac {E_{\mathrm {a} }}{RT}}\right)}
{\displaystyle A}  ：温度に無関係な定数（頻度因子）
{\displaystyle E_{\mathrm {a} }}：活性化エネルギー（1molあたり）
{\displaystyle R} ：気体定数
{\displaystyle T} ：絶対温度
で表される。活性化エネルギーEa の単位として、1モルあたりではなく1粒子あたりで考えると、
{\displaystyle k=A\exp \left(-{\frac {E_{\mathrm {a} }}{k_{\mathrm {B} }T}}\right)}
{\displaystyle k_{\mathrm {B} }} ：ボルツマン定数
と表すこともできる。
活性化エネルギーはアレニウスパラメータとも呼ばれる。また指数関数部分 exp (-Ea /RT ) はボルツマン因子と呼ばれる。

## 物理的解釈
アレニウスの式は、反応する前に活性化エネルギーEa 以上のエネルギー（運動エネルギー）をもつ分子だけがエネルギー障壁を越えて反応が進むと解釈される。したがって反応速度k は温度T が高く、活性化エネルギーEa が低いと大きくなる。
アレニウスの式にあるボルツマン因子は2つの気体分子の2次反応においてボルツマン分布を積分することで得られるが、一般的な場合において理論的に導出することはできず、アレニウスの式は経験的に得られた式である。

## 頻度因子
二分子反応が起こる条件の一つは分子間の衝突が起こることであり、もう一つは活性化エネルギーの山を超えることである。したがって、反応速度は衝突の回数に活性化エネルギーの峠を超える確率を掛けることで表される。ここで衝突の回数は頻度因子で表され、活性化エネルギーの峠を超える確率はボルツマン分布で表される。

## アレニウスプロット
アレニウスの式の自然対数をとると
{\displaystyle \ln k=-{\frac {E}{RT}}+\ln A}
となり、下のように変数をとれば1次式 {\displaystyle y=mx+b}とみなすことができる。
{\displaystyle y=\ln k}
{\displaystyle m=-{\frac {E}{R}}}
{\displaystyle x={\frac {1}{T}}}
{\displaystyle b=\ln A}
この形式で描いたグラフはアレニウスプロットと呼ばれる。この形式を用いて実測された反応速度とそのときの温度の逆数を片対数グラフにプロットすれば、回帰分析の手法を用いて係数m、b を求めて活性化エネルギーなどを実験的に求めることができる。